# Paul Berna
Pour les articles homonymes, voir Berna, Sabran et Jean Sabran.
Œuvres principales
- Le Cheval sans tête (1955)
- Deuil en rouge (1959)

Jean Sabran, dit Paul Berna, né le 21 février 1908 à Lyon 5e et mort le 19 janvier 1994 à Neuilly-sur-Seine, est un écrivain français.

## Biographie
Né à Lyon, Jean Sabran, de son nom complet Edmond Marie Jean Sabran, commence ses études à Lyon avant de rejoindre Fribourg et le Collège de la Villa St Jean puis Toulon et Aix-en-Provence pour le baccalauréat. En 1928, il fait son service militaire à Châlons-sur-Marne. 
Il exerce ensuite différents métiers : comptable, rédacteur, puis assureur.  
En 1937, il est convoqué pour une période de réserve et, en 1938, est mobilisé une première puis est à nouveau appelé en 1939. Il part alors avec la IIe Division Nord-Africaine, le 40e R.A.N.A. pour la Moselle et reçoit son baptême du feu sur la Nied à la tête d'une colonne de ravitaillement de chevaux et de voitures. Après un repli sur Coëtquidan puis à l'armistice, sur Angoulême, il est démobilisé et rentre à Paris. De 1939 à 1942 il travaille à Union-Vie, une grande compagnie d'assurances dont il démissionne pour commencer à écrire. 
Après avoir publié sous son nom différents ouvrages, il entre en 1949 aux éditions G. P. (Générale Publicité) où travaille son frère Guy Sabran, qui y est illustrateur de livres pour la jeunesse, et y écrit des adaptations de classiques pour la jeunesse. 
À partir de 1954, sous le pseudonyme de Paul Berna , il écrit ses propres romans pour enfants, publiés aux éditions G. P.. Les deux frères produiront ensemble la série des albums Zoupette, des adaptations de classiques comme Les Contes des mille et une nuits, des albums et romans inédits comme Nous irons à Lunaterra ou La Porte des étoiles. Paul Berna publie également chez Signe de Piste.
En 1958, il épouse Jany Saint-Marcoux, elle-même auteur de romans pour la jeunesse chez G. P..
Il écrit également des romans de science-fiction dont les plus connus sont, pour la jeunesse La Porte des étoiles et sa suite Le Continent du ciel.
Il utilise les pseudonymes « Bernard Deleuze » et « Paul Gerrard » pour les romans noirs, et « Joël Audrenn » pour les policiers. En 1959 il obtient le Grand prix de littérature policière pour son roman Deuil en rouge. 
En 1969, l'Amérique le récompense du Grand Prix Edgar-Allan-Poe du meilleur roman policier pour la jeunesse, décerné par les Mystery Writers of America, pour son roman L'Épave de la Bérénice.
Lorsque est publié le roman pour la jeunesse Vacances à scooter en 1952, le livre provoque un petit scandale : les parents s'offusquent de ce que les héros, une fillette de huit ans et son frère adolescent, partent seul faire le tour de plages de France en scooter.
À la fin de sa vie, Paul Berna est atteint de cécité. Il meurt en 1994 à l'âge de 83 ans.

### Le Cheval sans tête, son grand succès
Son livre le plus célèbre, Le Cheval sans tête, roman pour la jeunesse, paraît en 1955 et obtient le Grand prix littérature du salon de l'enfance 1955. Il relate les aventures d'une bande de gamins de rue d'une banlieue populaire fictive, Louvigny-Triage. Le roman paraît en feuilleton dans Spirou, est traduit en plusieurs langues et connaît un grand succès en Grande-Bretagne et aux  États-Unis. En 1963, les studios britanniques Disney adaptèrent le livre en un téléfilm réalisé par Don Chaffey avec un scénario de T. E. B. Clarke sous le nom L'Affaire du cheval sans tête (The Horse without a Head).

## Adaptations pour la jeunesse
(par ordre chronologique de parution)
- Le Robinson suisse, G. P., collection Bibliothèque Rouge et Or, 1949
- Le Dernier des Mohicans, G. P., Bibliothèque Rouge et Or, 1949
- La Légende d'Ulenspiegel, Thyl l'espiègle, G. P., Bibliothèque Rouge et Or, 1949
- Les Bons Enfants, G. P., coll. Bibliothèque Rouge et bleue, 1949
- Blanche-Neige et autres contes, G. P., Bibliothèque Rouge et bleue, 1949
- Les Aventures du baron de Crac, G. P., Bibliothèque Rouge et bleue, 1950
- Le Roman de Renart, fabliaux du Moyen Âge, G. P., Bibliothèque Rouge et bleue, 1950 et 1960
- Voyages de Sinbad le marin, G. P., Bibliothèque Rouge et bleue, 1950
- Ali Baba et les Quarante Voleurs, G. P., Bibliothèque de la Bénédictine, 1950
- La Petite Sirène, G. P., Bibliothèque de la Bénédictine, 1950
- Les Voyages de Gulliver, G. P., Bibliothèque de la Bénédictine, 1950
- Contes des mille et une nuits t.1, G. P., Bibliothèque Rouge et Or, 1950
- Les Trappeurs de l'Arkansas, G. P., Bibliothèque Rouge et Or, 1950
- Un corsaire de quinze ans, G. P., Bibliothèque Rouge et Or, 1950
- Un marin de Surcouf, G. P., Bibliothèque Rouge et Or, 1950
- Les Bons Enfants, G. P., coll. Coccinelle, 1950
- La Légende de Merlin l'Enchanteur, G. P., Bibliothèque Rouge et bleue, 1951
- Les Aventures de Robert-Robert, G. P., Bibliothèque Rouge et Or, 1951
- Les Naufragés du Saint-Antoine, G. P., Bibliothèque Rouge et Or, 1951
- Contes des mille et une nuits t.2, G. P., Bibliothèque Rouge et Or, 1952
- Les Trois Mousquetaires t.1, G. P., Bibliothèque Rouge et Or, 1952
- Les Trois Mousquetaires t.2, G. P., Bibliothèque Rouge et Or, 1952
- Sindbad le marin, G. P., Bibliothèque des petits amis de la Bénédictine, 1953
- Merlin l'Enchanteur, G. P., Bibliothèque des petits amis de la Bénédictine, 1953
- Robin des Bois, Générale Publicité, Bibliothèque des petits amis de la Bénédictine, 1953
- Le Roman de Renart, G. P., coll. Bibliothèque des petits amis de la Bénédictine, 1953
- Les aventures de Pinocchio, G. P., Bibliothèque Rouge et bleue, 1954
- Les Trois Mousquetaires t.1, G. P., Collection Spirale, 1960
- Les Trois Mousquetaires t.2, G. P., Collection Spirale, 1960
- Les Trois Mousquetaires, G. P., coll. « Super-1000 », 1966

## Ouvrages pour la jeunesse
(par date de parution puis ordre alphabétique de titres)

### Écrits sous le nom de Jean Sabran
- Le Livre de Zoupette, G. P., 1949
- Zoupette à la mer, G.P., 1949
- Les Animaux de la ferme, G.P., Bibliothèque Rouge et bleue, 1949
- Jehanne d'Arc[7], G. P., Bibliothèque de la Bénédictine, 1950
- Les Animaux de la ferme, G.P., Coccinelle, 1950
- Minouche à la montagne, G.P., 1950
- Robin des Bois, G.P., Bibliothèque Rouge et bleue, 1950
- Zoupette en camping, G.P., 1950
- Minouche à la campagne, G.P., 1951
- Zoupette à la mer, G.P., 1951
- Vacances à scooter, G.P., Bibliothèque Rouge et bleue no 18, 1952
- Zoupette au Maroc, G.P., 1954

### Écrits sous le nom de Paul Berna
- Le Scooter en folie, G.P., coll. Bibliothèque Rouge et bleue, 1954
- Nous irons à Lunaterra, G.P., 1954
- La Porte des étoiles, G.P., coll. Bibliothèque Rouge et Or no 74, 1954
- Le Continent du ciel, G.P., Bibliothèque Rouge et Or no 84, 1955
- Le Jardinier de la lune, G.P., Bibliothèque Rouge et bleue, 1955
- Le Cheval sans tête, G.P., Bibliothèque Rouge et Or no 89, 1955 (Grand prix de littérature du salon de l'enfance 1955. Nombreuses rééditions avec différents illustrateurs)
- Le Piano à bretelle, G.P., Bibliothèque Rouge et Or no 107, 1956
- Le Carrefour de la pie, G.P., Bibliothèque Rouge et Or no 115, 1957
- Le Kangourou volant, G.P., Bibliothèque Rouge et Or no 122, 1957
- Millionnaires en herbe, G.P., Rouge et Or Souveraine no 125, 1958
- Les Pèlerins de Chiberta, G.P., Rouge et Or Souveraine no 133, 1958
- Le Champion, Grand prix de littérature pour la jeunesse, G.P., Rouge et Or Souveraine no 144, 1958
- Le Bout du monde, G.P., Bibliothèque Rouge et Or Série Souveraine no 167, 1961
- La Grande Alerte, G.P., Bibliothèque Rouge et Or Souveraine no 153 - Parution en feuilleton dans Tintin, 1962
- La Piste du souvenir, G.P., Rouge et Or Souveraine no 182, 1962
- Le Témoignage du chat noir, Bibliothèque Rouge et Or Souveraine no 191, 1963, réed. 1972, 2010  (ISBN 2740427425)
- Le Commissaire Sinet et le mystère de l'autoroute du sud, Presses de la Cité, Rouge et Or Souveraine no 248, 1967
- Le Commissaire Sinet et le mystère des poissons rouges, Rouge et Or Souveraine no 261, 1968
- L'Épave de la Bérénice, G.P., Bibliothèque Rouge et Or Souveraine no 277, 1969 (Publié d'abord en Angleterre (The Secret of the missing boat), Prix du meilleur roman étranger aux États-Unis)
- Un pays sans légende, G.P., coll. Olympic, 1969
- Opération oiseau-noir, G.P., Rouge et Or Souveraine no 289, 1970[8]
- Les Vagabonds du Pacifique (Iris and Co, no 1), Alsatia, Safari Signe de Piste - SSDP no 50, 1972, réédition NSDP n° 135, 1987
- La Grande Nuit de Mirabal (Iris and Co, no 2), Alsatia, Safari Signe de Piste - SSDP no 56, 1973
- La Dernière Aube, G.P., coll. Grand angle, 1974
- Rocas d'Esperanza, G.P., coll. Grand angle, 1977
- Millionnaires en herbe, Hachette, coll. Bibliothèque verte, 1977.

### Écrits sous le nom de Joël Audrenn
- La Sardane de minuit, Hachette, coll. Ariane, 1978
- L'Embrouille-Cœur, Hachette, coll. Ariane, 1979
- La Dame en rose, Tallandier, coll. Arc-en-ciel, 1979

### Écrits sous le pseudonyme Bernard Deleuze
(par ordre alphabétique de titres)
- La Sierra de l'Indien mort : vagabond des Andes, G.P., coll.Jeunesse-Pocket, 1963, réed. sous le nom de Jean Sabran, Encre, 1984 (Édition originale : Denoël 1952 ; et Éditions G.P. coll. « Super », 1957)

## Ouvrages pour adultes

### Écrits sous le nom de Jean Sabran
(par ordre alphabétique de titres, Ref a)
- Anne et la guerre, Albin Michel, 1947[9]
- Une chance mortelle, Albin Michel, coll. Les Romans d'aventures, 1948 - Réed. Opta 1976 (Paul Gerrard)
- Le Chemin du Canadel, Albin Michel, 1946
- L'Homme au long nez, Denoël (Bernard Deleuze), 1947
- Joan, Gallimard, 1948 (Prix du roman de la ville de Cannes)
- Le Paysage évanoui, Albin Michel, 1947
- Vagabond des Andes, Denoel (Bernard Deleuze), 1952 (Prix des lecteurs de la gazette des Lettres 53) - Rééd.Encre 1984 (Jean Sabran)

### Écrits sous le pseudonyme Paul Gerrard
(par date de première édition connue, Ref a)
- Deuil en rouge, Grand prix de littérature policière, Presses de la cité, coll. Un mystère no 473, 1959
- Catch-catch party, Presses de la cité, coll. Un mystère no 498, 1960
- La Chasse au Dahu, Presses de la cité, coll. Un mystère no 526, 1960
- La Dame de fric, Presses de la cité, coll. Un mystère no 544, 1960
- L'Homme de la Ruhr, Denoel, coll. Crime-club no 23, 1960 - Rééd.Masque, 1995 (Bernard Deleuze)
- Corbillard Grand-Sport, Presses de la cité, coll. Un mystère no 554, 1961
- Le Mistigri, Presses de la cité, coll. Un mystère no 576 ,1961 - En feuilleton dans l'Aurore
- Dynamite girl, Presses de la cité, coll. Un mystère no 600, 1962
- La Tournée du bourreau, Presses de la cité, coll. Un mystère no 610, 1962
- Le Train du mardi-gras, Presses de la cité, coll. Un mystère no 648, 1962
- Belle de mort, Presses de la cité, coll. Un mystère no 657, 1963
- Le 36e dessous, Presses de la cité, coll. Un mystère no 688, 1963
- Aux frontières de la peur, Presses de la cité, coll. Un mystère no 698, 1964 - Rééd.Masque, 1994
- Une carabine pour deux, Presses de la cité, coll. Un mystère no 704, 1964
- La Javanaise, Presses de la cité, coll. Un mystère, 1964 - Rééd.Slatkine 1964
- Badaboum !, Presses de la cité, coll. Un mystère no 737, 1965
- Le Masque de verre, Presses de la cité, coll. Un mystère no 755,  Presses de la cité, 1965
- Croque-diamant, Presses de la cité, coll. Un mystère no 767, 1966
- Ilse est morte, Presses de la cité, coll. Espionnage no 42, 1967
- La Porsche jaune, Presses de la cité, coll. policier no 29, 1967
- La Fine Bouteille, Presses de la cité, coll. Mystère no 86, 1968[10]
- Le Contrat de l'ange-gardien, Presses de la cité, coll. Mystère no 97, 1968 - Rééd. Punch no 114 1973
- Les Incandescentes, Presses de la cité, coll. Mystère no 4, 1968 - Rééd. Punch 1973
- La Cravate en fer, Presses de la cité, coll. Mystère no 61, 1970 - Rééd. Punch no 14 1972
- Le Pas des lanciers, Presses de la cité, coll. Mystère no 107, 1970 - Punch no 120
- Un remède à la peur, Presses de la cité, coll. Mystère no 126, 1971
- Une chance mortelle, Opta, 1976
- Convoi funèbre, Encre, coll. Étiquette noire no 2, 1984

Note : Tous ces titres parus dans la collection Le Masque de la Librairie des Champs-Élysées sont épuisés.

### Nouvelles sous le nom de Jean Sabran
- Ombre et son reflet, Journal féminin 1948 - Réed. Hard-Boiled Dicks no 12, 1984
- L'Homme au chapeau marron, France-Dimanche, 1950

Et un peu plus d'une vingtaine parues dans France-soir de 1945 à 1950.

## Adaptations cinématographiques des romans
- 1963 : Les Femmes d'abord de Raoul André, d'après Dynamite Girl. Avec Eddie Constantine, Bernadette Lafont, Robert Manuel, Dario Moreno, etc.
- 1963-1964 : L'Affaire du cheval sans tête (The Horse Without a Head), téléfilm de Don Chaffey - D'après Le cheval sans tête. Avec Jean-Pierre Aumont, Herbert Lom, etc.

## Prix
- Prix du roman de la ville de Cannes 1949[11]
- Grand prix littérature du salon de l'enfance 1955
- Grand prix de littérature policière 1959 pour Deuil en rouge[12]